# Edmund Rumpler
Edmund Elias Rumpler (4 de enero de 1872 - 7 de septiembre de 1940) fue un diseñador de automóviles y de aviones austriaco, uno de los pioneros en la aplicación de la aerodinámica al diseño de coches de producción seriada.

## Semblanza

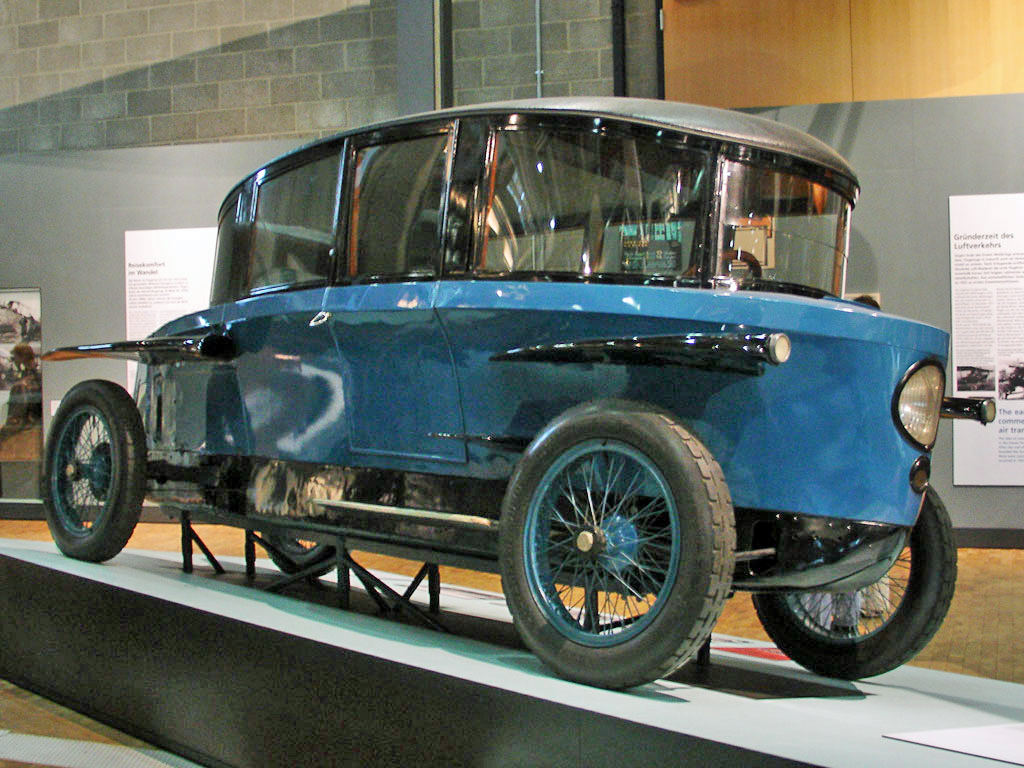
Rumpler Tropfenwagen

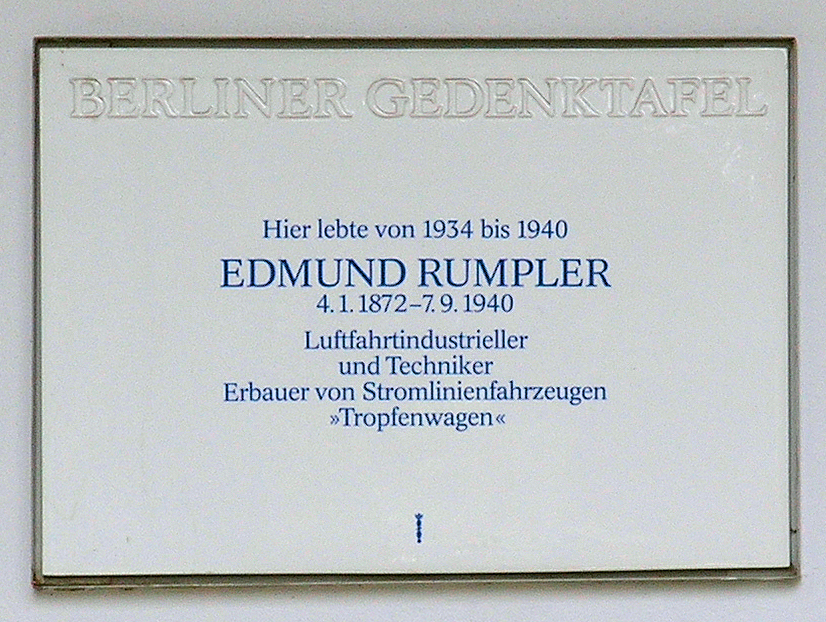
Placa conmemorativa en Berlín

Nacido en Viena, entonces Imperio austrohúngaro (actualmente Austria), Rumpler trabajó principalmente en Alemania. Ingeniero automotriz de formación, colaboró con Hans Ledwinka en el primer automóvil Tatra (en ese momento llamado Nesselsdorfer-Wagenbau), en el modelo después denominado Präsident, en 1897. 
A los 30 años, en 1902, había dejado Daimler para convertirse en director técnico de la firma Adler, donde diseñó el primer conjunto en una misma unidad de motor y caja de cambios fabricado en Alemania. Al año siguiente, patentó un sistema de suspensión trasera de eje oscilante (una idea adoptada más tarde por Ferdinand Porsche para el KdF Wagen y para el Porsche 356, así como por Chevrolet para el Corvair).
El éxito de los hermanos Wright dirigió la atención de Rumpler hacia la aviación. Dejó Adler en 1907, y en 1910, inspirándose en el avión de reconocimiento Taube de su compatriota Igo Etrich, se convirtió en el primer fabricante de aviones en Alemania.
Rumpler siguió interesado en los automóviles, y después de la Primera Guerra Mundial, aplicó la aerodinámica a un automóvil, construyendo el Tropfenwagen (en alemán, "coche gota") en Berlín, un modelo que causó sensación en el Salón del Automóvil de Berlín de 1921. Consiguió producir un automóvil con un Cx asombrosamente bajo de tan solo 0,28 (medido en 1979); cuando por ejemplo, el Fiat Balilla de la misma época, tenía un coeficiente de 0,60.
El diseño de Rumpler inspiró el Benz Tropfenwagen de 1923 (que usó el chasis de Rumpler virtualmente sin cambios) y el Auto Union (también construido en parte por ingenieros de Rumpler) de Gran Prix.
El Tropfenwagen no fue un éxito comercial, y solo se construyeron 100 unidades (de las que únicamente dos se conservan), por lo que Rumpler regresó a la fabricación de aviones.
Debido a su condición de judío, fue encarcelado después de que Adolf Hitler asumiera el poder en 1933, y su carrera se arruinó, aunque no tardó en ser liberado. Murió en Züsow, Alemania, en 1940, y los nazis destruyeron sus registros.